# FC Dolní Bečva
Football Club Dolní Bečva je český fotbalový klub z obce Dolní Bečva, který byl založen v roce 1941 pod názvem SK Dolní Bečva. Od sezony 2019/20 hraje v I. B třídě Zlínského kraje (7. nejvyšší soutěž).
Své domácí zápasy odehrává na stadionu Dolní Bečva.

## Historické názvy
Zdroj: 
- 1941 – SK Dolní Bečva (Sportovní klub Dolní Bečva)
- 1945 – TJ Dolní Bečva (Tělovýchovná jednota Dolní Bečva)
- 2002 – FC Schank Dolní Bečva (Football Club Schank Dolní Bečva)
- 2003 – FC Dolní Bečva (Football Club Dolní Bečva)
- 2016 – FC Dolní Bečva, spolek (Football Club Dolní Bečva, spolek)

## Umístění v jednotlivých sezonách
Zdroj: 
Stručný přehled
- 2003–2004: Okresní přebor Vsetínska
- 2004–2008: I. B třída Zlínského kraje – sk. A
- 2008–2014: I. A třída Zlínského kraje – sk. A
- 2014–2015: I. B třída Zlínského kraje – sk. A
- 2015–2016: I. A třída Zlínského kraje – sk. A
- 2016–2017: I. B třída Zlínského kraje – sk. A
- 2017–2019: Okresní přebor Vsetínska
- 2017–2019: I. B třída Zlínského kraje – sk. A
- 2019–2020: I. B třída Zlínského kraje – sk. A

Jednotlivé ročníky
Legenda: Z – zápasy, V – výhry, R – remízy, P – porážky, VG – vstřelené góly, OG – obdržené góly, +/− – rozdíl skóre, B – body, červené podbarvení – sestup, zelené podbarvení – postup, fialové podbarvení – reorganizace, změna skupiny či soutěže
| Česko (2003 – ) |                                    |        |    |    |       |    |    |    |     |    |        |
| Sezóny          | Liga                               | Úroveň | Z  | V  | R     | P  | VG | OG | +/− | B  | Pozice |
| 2003/04         | Okresní přebor Vsetínska           | 8      | …  | …  | …     | …  | …  | …  | …   | …  |        |
| 2004/05         | I. B třída Zlínského kraje – sk. A | 7      | 26 | 10 | 5     | 11 | 50 | 53 | -3  | 35 | 7.     |
| 2005/06         | I. B třída Zlínského kraje – sk. A | 7      | 26 | 12 | 6     | 8  | 53 | 38 | +15 | 42 | 5.     |
| 2006/07         | I. B třída Zlínského kraje – sk. A | 7      | 26 | 12 | 5     | 9  | 50 | 38 | +12 | 41 | 5.     |
| 2007/08         | I. B třída Zlínského kraje – sk. A | 7      | 26 | 19 | 1     | 6  | 66 | 31 | +35 | 58 | 1.     |
| 2008/09         | I. A třída Zlínského kraje – sk. A | 6      | 26 | 9  | 5     | 12 | 47 | 48 | -1  | 32 | 11.    |
| 2009/10         | I. A třída Zlínského kraje – sk. A | 6      | 26 | 12 | 6     | 8  | 67 | 50 | +17 | 42 | 4.     |
| 2010/11         | I. A třída Zlínského kraje – sk. A | 6      | 26 | 9  | 4     | 13 | 58 | 58 | 0   | 31 | 10.    |
| 2011/12         | I. A třída Zlínského kraje – sk. A | 6      | 26 | 10 | 2     | 14 | 50 | 57 | -7  | 32 | 10.    |
| 2012/13         | I. A třída Zlínského kraje – sk. A | 6      | 26 | 13 | 2     | 11 | 58 | 51 | +7  | 41 | 3.     |
| 2013/14         | I. A třída Zlínského kraje – sk. A | 6      | 26 | 4  | 6     | 16 | 38 | 66 | -28 | 18 | 14.    |
| 2014/15         | I. B třída Zlínského kraje – sk. A | 7      | 26 | 18 | 3 / 1 | 4  | 79 | 32 | +47 | 61 | 1.     |
| 2015/16         | I. A třída Zlínského kraje – sk. A | 6      | 26 | 7  | 1 / 3 | 15 | 42 | 70 | −28 | 26 | 14.    |
| 2016/17         | I. B třída Zlínského kraje – sk. A | 7      | 26 | 7  | 1 / 4 | 14 | 33 | 73 | −40 | 27 | 14.    |
| 2017/18         | Okresní přebor Vsetínska           | 8      | 26 | 10 | 3 / 0 | 13 | 59 | 64 | −5  | 36 | 9.     |
| 2018/19         | Okresní přebor Vsetínska           | 8      | 26 | 14 | 3 / 3 | 6  | 85 | 52 | +33 | 51 | 3.     |
| 2019/20         | I. B třída Zlínského kraje – sk. A | 7      | 13 | 2  | 1     | 10 | 20 | 35 | −15 | 7  | 14.    |

Poznámka:
- Od sezony 2014/15 se ve Zlínském kraji hraje tímto způsobem: Pokud zápas skončí nerozhodně, kope se penaltový rozstřel. Jeho vítěz bere 2 body, poražený pak jeden bod. Za výhru po 90 minutách jsou 3 body, za prohru po 90 minutách není žádný bod.
- 2018/19: Mužstvo postoupilo mimořádně ze 3. místa, když obě výše postavená mužstva v tabulce postup do vyšší soutěže odmítla (vítězné FC Zubří a TJ Sokol Střítež na 2. místě).[5]